# حلوى الخطمي
حلوى الخطمي أو المارشميلو (بالإنجليزية: Marshmallow)‏ وهي نوع من السكاكر بشكلها الحديث، تتكون عادة من السكر وشراب الذرة، ماء، والجيلاتين، تمزج وتقشط جميع هذه المكونات إلى أن تصبح اسفنجية القوام، وتصب في قوالب اسطوانية صغيرة مغلفة بنشا الذرة. بعض الوصفات للحلوى الخطمية تحتاج إلى البيض. تعدّ هذه الحلوى هي النسخة الحديثة من الحلوى الطبية المصنوعة من نبات الخطمي (الختمية الطبية).

## روابط خارجية
- The Marshmallow Explained على موقع هاو ستف ووركس